# VNC (微生物学)
微生物学分野においてVNCとは、viable but non-culturableの略語でありVBNCともいう。微生物（特に細菌）が「生きているけれども培養できない」状態にあることを指す概念。この状態をVNC状態、またこの状態にある細菌をVNC菌と呼ぶ。日本語として、培養不能状態や培養不能菌などの訳語があてられることもあるが、VNCという英語での略称がそのまま用いられる場合が多い。

## 概要
VNCには以下の二つの異なるケースが存在する。
1. その微生物を培養する方法がまだ確立されていないために培養が出来ない場合。
2. 培養方法が確立された種の細菌の一部が、死滅はしていないものの増殖が出来ない状態になっている場合。

両者は共に培養不能でありVNCと呼ばれるが、概念的には別物であり、狭義には前者を「培養不能菌｣、後者を「VNC」として区別することもある。（以下、前者を「培養不能菌｣、後者を「狭義のVNC状態」として記述する。）

### 培養不能菌
前者の代表例としては、ハンセン病の病原体であるらい菌が培養不能であることがよく知られているが、これ以外の微生物についても実際には培養できるものよりも培養ができないものの方が多い。一般には、土壌や海水中の常在細菌のうち培養できるものはわずかに1-2%にすぎず、その他の大多数のものは培養不能菌である。
これらの培養不能菌については培養技術が確立されることで培養が可能になる。例えばヒトの糞便中に含まれている大多数の細菌は、偏性嫌気性菌であり酸素に触れることで死滅するものも多いため、細菌学の研究がはじまった当初はそのほとんどが培養不能菌であり、分離できたのは大腸菌などの一部の通性嫌気性菌や好気性菌だった。その後、嫌気培養法が開発されたことによって偏性嫌気性菌が培養可能となり、消化管内における生態や役割の研究が進んだ。

### 狭義のVNC状態
自然界では、前述のように培養可能な微生物と培養不能な微生物が混じった状態で存在している。培養不能なものは培養不能であるが故に厳密に同定することはできないが、その中には培養方法が確立されていないもの（培養不能菌）以外にも、すでに培養方法が確立されているはずの菌種が混じっていることが判明している。これらの菌は、本来ならば増殖が可能であるはずの培地や培養条件にそのまま接種しても分裂・増殖しないが、栄養状態によっては細胞が大きく成長したり、リボソームや酵素などが正常に機能すること、核酸などの存在から、死んではいないことが証明されており、この状態が狭義にVNCと呼ばれる。この状態は、コレラ菌や大腸菌、赤痢菌などで見つかっているが、それ以外のほとんどの菌についても同様な状態になりうると考えられている。
VNC状態が、どのような意味を持つかについては以下の二つの仮説がある。
1. 生育環境の悪化によって細菌がダメージを受けて死にかけ、増殖できなくなっている状態である。
2. 生育環境の悪化に対して細菌が増殖を止めて休眠状態になったものであり、細菌の生存にとって何らかの有利な面を持つ。

このどちらの説が正しいかは明らかになっていないが、少なくとも、VNC状態にあっても適切な処理をすることによって再び培養可能な状態に戻る（VNC状態から蘇生する）ものがあることが報告されている。もっともよく知られた例はコレラ菌のVNC菌で、塩化アンモニウム存在下で熱ショック処理することによって、培養可能になる。
この狭義のVNC状態は、いくつかの点で芽胞と共通する側面を持つ。芽胞はバシラス属やクロストリジウム属の細菌が作る耐久構造で、VNC状態と同様に増殖不可能な休眠状態である。ただし芽胞の場合は、通常の細菌が生育可能な環境になれば発芽して増殖を開始する点と、極めて強い耐久性を持つ点でVNC状態とは異なる。

## VNCの医学的意義
VNCという概念が生み出されたことによって、いくつかの医学的な仮説が提唱されている。
- 環境中でVNC状態の細菌がヒトの体内で蘇生して病原体になる可能性
- 食品や水に培養不能菌やVNC菌が存在していることが、これまで原因不明であった食中毒の原因になっている場合がある可能性
- 赤痢菌や腸管出血性大腸菌は100個程度のきわめて少ない菌数でも発病するが、実際には多数のVNC状態の菌が感染に関与している可能性
- 抗生物質の種類や濃度によっては細菌に対して静菌的に作用するものがあるが、VNC菌の病原的意義によってはその有効性を再検討する必要が生じる。

VNC菌は細菌学的手法で本来分離不能であるためコッホの原則の第二条件を満たさない。この点で従来の病原体の同定手法とは異なったアプローチが必要である。VNC菌の同定のためには、培養可能な条件や蘇生条件の検討を行うことが必須であるが、それに変わるものとしてメタゲノミクスなどの手法が考案され、研究が進んでいる。

## VNC 病原体
VNC状態になると知られている種:
- E.M.S
- Aeromonas salmonicida
- Agrobacterium tumefaciens（アグロバクテリウム）
- Burkholderia cepacia
- Burkholderia pseudomallei
- Campylobacter coli
- Campylobacter jejuni
- Campylobacter lari
- Cytophaga allerginae
- Enterobacter aerogenes
- Enterobacter cloacae
- Enterococcus faecalis
- Enterococcus hirae
- Enterococcus faecium
- Erwinia amylovora（火傷病菌）
- Escherichia coli（大腸菌） (EHEC（病原性大腸菌）を含む。)
- Francisella tularensis
- Helicobacter pylori（ヘリコバクター・ピロリ）
- Klebsiella aerogenes
- Klebsiella pneumoniae（クレブシエラ・ニューモニエ）
- Klebsiella planticola
- Legionella pneumophila
- Listeria monocytogenes
- Micrococcus luteus
- Mycobacterium tuberculosis（結核菌）
- Mycobacterium smegmatis
- Pasteurella piscicida
- Pseudomonas aeruginosa
- Pseudomonas syringae（シュードモナス・シリンガエ）
- Ralstonia solanacearum（青枯病菌）
- Rhizobium leguminosarum
- Rhizobium meliloti
- Salmonella enterica
- Salmonella typhi
- Salmonella typhimurium
- Serratia marcescens
- Shigella dysenteriae
- Shigella flexneri
- Shigella sonnei
- Streptococcus faecalis
- Vibrio anguillarum
- Vibrio campbellii
- Vibrio cholerae（コレラ菌）
- Vibrio harveyi
- Vibrio mimicus
- Vibrio parahaemolyticus（腸炎ビブリオ）
- Vibrio shiloi
- Vibrio vulnificus（ビブリオ・バルニフィカス） (types 1 and 2)
- Xanthomonas campestris（カンキツかいよう病菌）
- Xanthomonas axonopodis pv. citri
- Yersinia pestis（ペスト菌）[2]

## 参考資料
- 『培養できない微生物たち―自然環境中の微生物の姿』Rita R. Colwell & D.Jay Grimes著、遠藤圭子・清水潮訳、 学会出版センター、2004年 ISBN 4762230332